# Ахиллий Ларисийский
Ахиллий Ларисийский (иногда Ахиллий Ларисский, или Ахиллий Преспанский, греч. Άγιος Αχίλλειος) — христианский епископ, служивший в городе Ларисе (Фессалия, Греция) в первой трети IV века. Один из 318 участников Первого Вселенского собора, где совместно с Николаем Чудотворцем и Спиридоном Тримифунтским активно боролся с ересью арианства.
Святитель Ахиллий жил в IV веке, во времена правления Константина I Великого. Родился в 270 году в христианской семье. Получил хорошее религиозное и светское образование. Был известен высокой религиозностью и скромностью жизни. После смерти родителей он раздал всё имущество нуждающимся и отправился в Иерусалим, где в посте и молитве несколько лет жил у гроба Господня. Позже отправился в Фессалию. После смерти епископа Ларисийского был пожалован в этот сан, «усердно насаждал христианство, разрушая идольские капища, строил и украшал церкви». В этом чине принял участие в Первом Никейском соборе, в ходе которого произнёс обличительную речь против Ария и его последователей. Он не только поразил собравшихся ораторским мастерством, но и сотворил при этом, по утверждению богословских источников, чудо:
Святитель Ахиллий поднял камень и сказал: „Если Христос есть творение Божие, как вы говорите, велите маслу течь из этого камня“. Еретики молчали, поражённые этим требованием. Тогда святой продолжал: „И если Сын Божий равен Отцу, как мы полагаем, то пусть потечёт масло из этого камня“. И масло вытекло, к удивлению всех

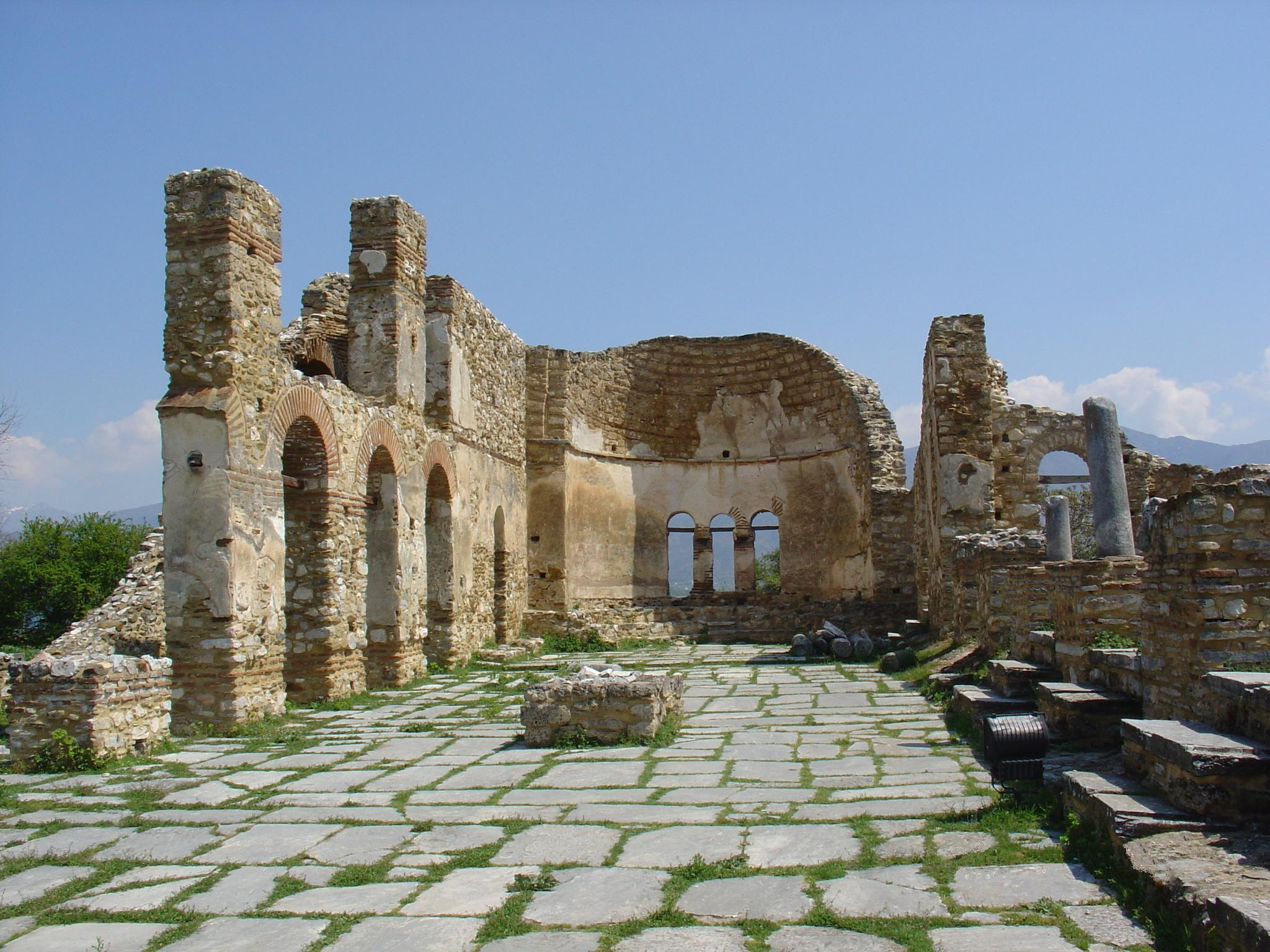
Базилика Святого Ахиллия на острове Айос-Ахилиос на озере Микра-Преспа. X век

По тем же источникам, святитель Ахиллий «имел дар исцелять болезни, особенно беснование, и совершал много чудес».
Даты смерти в различных жизнеописаниях значительно отличаются — от 330 до 355 года. Однако все авторы подчёркивают «мирную» смерть от естественных причин с покаянием и последним наставлением пастве. В 978 году после завоевания Фессалии болгарским царём Самуилом мощи святого были насильственно изъяты и перенесены в регион Преспа (территория современной Греции). Там на острове Айос-Ахилиос на озере Микра-Преспа рядом со своей крепостью Самуил выстроил базилику для поклонения чрезвычайно почитаемому им святому. Около 1015 года часть мощей была возвращена в Ларису. 